# Idaea hilliata
Idaea hilliata är en fjärilsart som beskrevs av George Duryea Hulst 1887. Idaea hilliata ingår i släktet Idaea och familjen mätare. Inga underarter finns listade i Catalogue of Life.